# Минаков, Виталий Викторович
Виталий Викторович Минаков (род. 6 февраля 1985 года, Брянск, Брянская область, РСФСР, СССР) — российский самбист, четырёхкратный чемпион мира по спортивному самбо (2008, 2009, 2010, 2011), заслуженный мастер спорта по самбо, мастер спорта по дзюдо, мастер спорта по вольной борьбе. Также является профессиональным бойцом смешанных единоборств и бывшим чемпионом Bellator в тяжёлом весе.

## Карьера в самбо
Занимался самбо под руководством заслуженного тренера России Валерия Сафронова.

## Карьера в смешанных единоборствах
Первый раз на ринг вышел в «Крокус Сити» на турнире серии М-1 Selection.
14 апреля Минаков нокаутировал поляка Кароля Целинского в Риге.
Свой восьмой бой в ММА Минаков провёл 7 июня против бывшего бойца UFC и Bellator Эдди Санчеса в рамках организованной Fight Nights «Битвы под Москвой 7», прошедшей в Крокус Сити. Схватка началась с размена ударами на ближней дистанции, а затем перешла в партер, где Санчес занял доминирующую позицию. Однако Минакову удалось связать руки оппонента, что вынудило рефери поднять бойцов в стойку. Вскоре Виталий выбросил длинный джеб, за которым последовал размашистый удар правой рукой, достигший цели и отправивший Санчеса в нокаут.

### Bellator
Чуть позже было объявлено о подписании Минаковым контракта с американским промоушеном Bellator Fighting Championships. При этом Виталий изначально выразил желание выступить в осеннем Гран-при тяжеловесов. Тем не менее позже он изменил своё решение, объяснив, что хотел бы для начала провести несколько рейтинговых боёв, чтобы привыкнуть к сетке, а также улучшить на тренировках свою ударную технику. Таким образом, в список участников предстоящего Гран-при Минаков не попал.
Однако до начала выступлений в Bellator 17 сентября Виталий провёл ещё один бой под эгидой Fight Nights. Изначально его соперником на событии «Битва на Десне» должен был стать испанец Роджент Ллорент, однако впоследствии он был заменён сорокалетним бразильцем Фабиану Шернером. Поединок, запомнившийся тем, что в одном из эпизодов бойцы вылетели за пределы ринга после амплитудного броска Минакова, закончился победой представителя России техническим нокаутом в первом раунде.
Дебют Виталия в американском промоушене состоялся 2 ноября в андеркарте Bellator 79. Его соперником стал Владимир Старченков, на тот момент имевший в послужном списке две победы в профессиональной карьере. В первом раунде Минакову удалось быстро перевести оппонента в партер, где он занял доминирующую позицию, из которой атаковал оставшуюся часть пятиминутки. В самом начале второго раунда Виталий потряс Старченкова левым джебом и провёл добивание, которое остановил рефери.
После этого Минаков отправился в Мюнхен, где перенёс операцию на мениске, и взял паузу в выступлениях для восстановления. Закончив реабилитацию, он вошёл в число участников «Летней серии» Bellator 2013 года. Нововведением стал изменённый формат Гран-при: вместо турниров-«восьмёрок» были сформированы «четвёрки», и, таким образом, для получения права на титульный бой спортсмену необходимо одержать две победы вместо трёх. Соперником Минакова в первом круге стал американец Рон Спаркс, являвшийся ярко выраженным нокаутёром: 6 из 7 побед он одержал нокаутами, помимо этого, он также выступал в кикбоксинге. Тем не менее, по правилам MMA Спаркс не бился с октября 2011 года, и Минаков выглядел явным фаворитом у букмекеров. На тот момент у противников суммарно было всего 2 боя, дошедших до решения из 19, причём 16 завершились в первом раунде, и ввиду этого в их бою ожидалась быстрая развязка. И эти ожидания подтвердились: 19 июня на Bellator 96 Минакову потребовалось всего полминуты для того, чтобы отправить Спаркса на настил точным попаданием в челюсть и провести добивание.
31 июля Виталий Минаков (12-0, FIGHT NIGHTS Team) стал победителем Гран-при Bellator в тяжёлом весе. В решающем поединке он одолел американца Райана Мартинеса (10-3) техническим нокаутом в третьем раунде. Поединок сложился для Минакова непросто. Он имел преимущество в каждом из трёх раундов, однако неудобный и неуступчивый соперник опасно огрызался в контратаках. Во втором раунде рефери снял очко с Минакова за неумышленный удар в пах. В третьей пятиминутке Виталий провёл тейкдаун, занял доминирующую позицию и серией ударов сверху сокрушил соперника, вынудив рефери остановить поединок.

#### Чемпион Bellator в тяжёлом весе
Победа в Гран-при дала Минакову право на титульный бой с чемпионом Bellator в тяжёлом весе Александром Волковым. 15 ноября Виталию Минакову всё же разрешили выйти под российскую композицию. В клетку он поднимался в компании своих соратников по Fight Nights Team Камила Гаджиева и Бату Хасикова. Волков ожидаемо попытался держать соперника на дистанции с помощью ударов ногами, но Минаков со второй попытки сумел войти в клинч и ответить коленями в корпус. Немного размяв соперника, он совершил рискованный бросок Волкова на себя, но на земле легко его перевернул. Александр сумел связать соперника в партере и дождаться, когда рефери вернёт бой в стойку. Возможно, возвращение в привычную стихию немного расслабило чемпиона, или же он ожидал новых попыток тейкдаунов со стороны Минакова. Вместо этого Виталий провёл стремительную атаку, завершившуюся правым апперкотом. Волков оказался на земле, но ещё какое-то время пытался защищаться. Минаков вложил все силы в добивающие удары, пока бой не был остановлен. «Моей тактикой на бой было постоянное давление на соперника, и оно увенчалась успехом», — рассказал Минаков после поединка. — «Следующий соперник Чейк Конго любит нокаутировать своих соперников, так же как и я. Посмотрим, чья тактика окажется выигрышной, но я свой пояс просто так не отдам».
4 апреля 2014 года Виталий Минаков, выступающий в турнирах по смешанным единоборствам под эгидой Bellator, впервые в своей карьере отстоял титул чемпиона в тяжёлом дивизионе. Эксперты отмечают, что Минаков в бою против Конго хорошо двигался, был активнее и чаще занимал хорошие позиции сверху. Кроме того, его преимущество было заметно в заключительном пятом раунде, когда, казалось, россиянин сможет добить своего соперника. Этого не случилось, и бойцам пришлось дождаться решения судей, которые единогласно отдали Минакову победу со счетом 48:46. «Я дрался с сильнейшим представителем тяжёлого дивизиона. Я выиграл, значит, я настоящий чемпион», — заметил россиянин в телеэфире канала «Россия 2» после боя, который продлил его победную серию до 14 боёв.

#### Лишение титула
В мае 2016 года президент организации Bellator Скотт Кокер сообщил, что Виталий Минаков более не является чемпионом Bellator MMA. Кокер пояснил, что российский тяжеловес остается в ростере организации, но будет лишен титула из-за неактивности. Последний раз россиянин защищал чемпионский пояс в апреле 2014 года, победив единогласным судейским решением Чейка Конго, после чего не появлялся в клетке американской организации, но провел три поединка под баннером Fight Nights. 17 июня провёл бой против Питера Грэма, выиграв болевым приёмом в 1 раунде.

### Возвращение в Bellator
В феврале 2019 года на Bellator 216 Минаков проиграл Чейку Конго (29-11-2) единогласным судейским решением, это поражение является первым в карьере Виталия. В бою должен был определяться претендент на пояс в тяжелом весе который на тот момент был у Райана Бейдера.
24 августа 2019 года на турнире Bellator 225 должен был подраться с Хави Айялой (11-7), но соперник снялся с боя, заменить его вышел Тимоти Джонсона (12-6) которого российский боец нокаутировал в первом раунде.
26 октября 2019 года на Bellator 232, который состоится в Анкасвилле (США) должен был подраться с Айялой, но не смог получить визу.
23 октября 2021 года на турнире Bellator 269 который прошел в Москве проиграл американцу Саиду Соуме (7-3) техническим нокаутом. Минаков уверенно провел первый раунд. Во втором чуть лучше уже выглядел Соума. В третьем травмировал палец, пытался вправить самостоятельно, рефери осмотрев травму остановил бой не смотря на то, что в углу бойцу палец вправили.
Летом 2023 года признался что у него хороший действующий контракт, но не удается получить визу в США.

### Бои в России
29 марта 2024 года в рамках турнира «Бойцовского клуба РЕН ТВ» встретился с экс-бойцом UFC британцем Оли Томпсоном. Бой проходил по правилам бокса в ММА перчатках. Судьи единогласно сошлись во мнении, что победил Минаков по итогам трех раундов. Виталию вручили пояс «Бойцовского клуба РЕН ТВ».
14 декабря 2024 на турнире "Бойцовского клуба РЕН ТВ. Суперсерия" провел боксерский бой против Кевина Джонсона за право обладать поясом чемпиона РЕН ТВ в супертяжелом весе. Стартовый раунд начался с атак Минакова, а во втором Джонсон смог точным ударом потрясти Виталия. В третьей трехминутке Джонсон продолжил перерабатывать Минакова, но отдал концовку. Заключительный раунд прошел в одинаковой борьбе. По итогам 4-х раундов объявлена ничья большинством судейских записок. 

## Титулы и достижения
- Спортивное самбо
  - Чемпион России среди студентов (2007) в весе до 100 кг;
  - Чемпион России (2008) в весе свыше 100 кг;
  - Абсолютный чемпионат России по самбо 2009 года — ;
  - Абсолютный чемпионат России по самбо 2010 года — ;
  - Абсолютный чемпионат России по самбо 2011 года — ;
  - Четырёхкратный чемпион мира (2008, 2009, 2010, 2011) в весе свыше 100 кг;
  - Заслуженный мастер спорта России.
- MMA
  - Чемпион Bellator в тяжёлом весе (1 защита)

## Статистика в профессиональном ММА
| Боёв 24  | Побед 22 | Поражений 2 |
| -------- | -------- | ----------- |
| Нокаутом | 13       | 1           |
| Сдачей   | 7        | 0           |
| Решением | 2        | 1           |

| Результат | Рекорд | Соперник            | Способ                                 | Турнир                                     | Дата             | Раунд | Время | Место                          | Примечание                                       |
| --------- | ------ | ------------------- | -------------------------------------- | ------------------------------------------ | ---------------- | ----- | ----- | ------------------------------ | ------------------------------------------------ |
| Поражение | 22–2   | Саид Соума          | Технический нокаут (травма пальца)     | Bellator 269                               | 23 октября 2021  | 3     | 3:08  | Москва, Россия                 |                                                  |
| Победа    | 22-1   | Тимоти Джонсон      | KO (удары руками)                      | Bellator 225                               | 24 августа 2019  | 1     | 1:45  | Бриджпорт, США                 |                                                  |
| Поражение | 21-1   | Чейк Конго          | Единогласное решение                   | Bellator 216                               | 16 февраля 2019  | 3     | 5:00  | Анкасвилл, США                 | Бой за претендентство на пояс Bellator.          |
| Победа    | 21-0   | Тони Джонсон        | TKO (удары руками)                     | Fight Nights Global 82                     | 16 декабря 2017  | 2     | 0:37  | Москва, Россия                 |                                                  |
| Победа    | 20-0   | Антониу Силва       | KO (удары руками)                      | EFN 68                                     | 2 июня 2017      | 2     | 1:37  | Санкт-Петербург, Россия        |                                                  |
| Победа    | 19-0   | Ди Джей Линдерман   | Нокаут (удары руками)                  | EFN 59 — Minakov vs. Linderman             | 23 февраля 2017  | 3     | 3:09  | Химки, Россия                  |                                                  |
| Победа    | 18-0   | Питер Грэм          | Болевой приём (рычаг локтя)            | EFN 50 — Emelianenko vs. Maldonado         | 17 июня 2016     | 1     | 1:01  | Санкт-Петербург, Россия        |                                                  |
| Победа    | 17-0   | Джош Коуплэнд       | Болевой приём (кимура)                 | EFN Fight Nights — Moscow                  | 11 декабря 2015  | 2     | 2:50  | Москва, Россия                 |                                                  |
| Победа    | 16-0   | Жерониму дус Сантус | Болевой приём (рычаг локтя)            | EFN Fight Nights — Dagestan                | 25 сентября 2015 | 1     | 3:14  | Каспийск, Россия               |                                                  |
| Победа    | 15-0   | Адам Мациевский     | Технический нокаут (удары)             | EFN Fight Nights — Sochi                   | 31 июля 2015     | 1     | 0:20  | Сочи, Россия                   |                                                  |
| Победа    | 14-0   | Чейк Конго          | Единогласное решение                   | Bellator 115                               | 4 апреля 2014    | 5     | 5:00  | Рино, Невада, США              | Защитил титул чемпиона Bellator в тяжёлом весе.  |
| Победа    | 13-0   | Александр Волков    | Технический нокаут (удары)             | Bellator 108                               | 15 ноября 2013   | 1     | 2:57  | Атлантик-Сити, Нью-Джерси, США | Завоевал титул чемпиона Bellator в тяжёлом весе. |
| Победа    | 12-0   | Райан Мартинес      | Технический нокаут (удары)             | Bellator 97                                | 31 июля 2013     | 3     | 4:02  | Рио-Ранчо, Нью-Мексико, США    | Финал гран-при тяжёлого веса.                    |
| Победа    | 11-0   | Рон Спаркс          | Технический нокаут (удары)             | Bellator 96                                | 19 июня 2013     | 1     | 0:32  | Такервилл, Оклахома, США       | 1/2 гран-при тяжёлого веса.                      |
| Победа    | 10-0   | Владимир Старченков | Технический нокаут (удары)             | Bellator 79                                | 2 ноября 2012    | 2     | 0:27  | Рама, Онтарио, Канада          | Дебют в Bellator.                                |
| Победа    | 9-0    | Фабиану Шернер      | Нокаут (удары)                         | Fight Nights — Battle of Desne             | 17 сентября 2012 | 1     | 3:51  | Брянск, Россия                 |                                                  |
| Победа    | 8-0    | Эдди Санчес         | Нокаут (удар)                          | Fight Nights — Battle of Moscow 7          | 7 июня 2012      | 1     | 1:59  | Москва, Россия                 |                                                  |
| Победа    | 7-0    | Кароль Целински     | Технический нокаут (остановка доктора) | FFC 2 — Russia vs. Latvia                  | 14 апреля 2012   | 1     | 0:55  | Рига, Латвия                   |                                                  |
| Победа    | 6-0    | Иван Фролов         | Удушающий приём (сзади)                | IMMAT — International MMA Tournament       | 29 июня 2011     | 1     | 0:45  | Брянск, Россия                 |                                                  |
| Победа    | 5-0    | Хуан Эспино         | Нокаут (удар)                          | Sambo 70 vs. Spain                         | 21 апреля 2011   | 1     | 0:09  | Москва, Россия                 |                                                  |
| Победа    | 4-0    | Валерий Щербаков    | Болевой приём (рычаг локтя)            | M-1 Challenge 22: Narkun vs. Vasilevsky    | 1 декабря 2010   | 1     | 1:05  | Москва, Россия                 |                                                  |
| Победа    | 3-0    | Виталий Яловенко    | Единогласное решение                   | M-1 Selection 2010: Eastern Europe Finals  | 22 июля 2010     | 3     | 5:00  | Москва, Россия                 |                                                  |
| Победа    | 2-0    | Александр Зубачев   | Удушающий приём (сзади)                | Sambo-70 / M-1 Global: Sochi               | 14 июля 2010     | 1     | 0:27  | Сочи, Россия                   |                                                  |
| Победа    | 1-0    | Руслан Кабдуллин    | Болевой приём (рычаг локтя)            | M-1 Selection 2010: Eastern Europe Round 2 | 10 апреля 2010   | 1     | 4:19  | Киев, Украина                  |                                                  |

## Деятельность вне спорта
В 2011 году принимал участие в телевизионном проекте «Первого канала» «Специальное задание». Занимал должность командира отделения отряда «Тигр». Дослужился до звания сержанта, после разногласий с офицером добровольно покинул проект.
14 сентября 2014 года после выборов стал депутатом Брянской областной Думы, а затем был избран заместителем председателя регионального парламента.
В 2021 году принимал участие в качестве кандидата по 78 "Унечскому" одномандатному избирательному округу в выборах депутатов Государственной Думы Федерального Собрания Российской Федерации VIII созыва. Согласно официальным результатам избирательной комиссии Брянской области, занял 3-е место, набрав 12,28 % голосов.

## Семья
Женат, отец троих детей. Младший брат Дмитрий Минаков — самбист, призёр чемпионатов России и Европы, мастер спорта России международного класса.